# 삼성로 (아산시)
삼성로(Samsung-ro)는 충청남도 아산시 탕정면 에서 충청남도 아산시 음봉면 산동사거라까지 이어주는 도로이다.

## 주요 경유지
충청남도
- 아산시 (탕정면 . 음봉면)

## 노선 경로
| 이름          | 접속 노선                 | 경유지        | 경유지        | 비고                 |
| 한내로와 직결 | 한내로와 직결             | 한내로와 직결 | 한내로와 직결 | 한내로와 직결        |
| ------------- | ------------------------- | ------------- | ------------- | -------------------- |
| (이름없음)    | 이순신대로                | 아산시        | 탕정면        | 지방도 제624호선구간 |
| (이름없음)    | 탕정면로                  | 아산시        | 탕정면        | 지방도 제624호선구간 |
| 삼성고사거리  | 탕정로                    | 아산시        | 탕정면        |                      |
| 탕정교        |                           | 아산시        | 탕정면        |                      |
| 동덕사거리    | 탕정면로                  | 아산시        | 탕정면        | 지방도 제624호선구간 |
| 동산2 교차로  | 새아산로                  | 아산시        | 탕정면        | 지방도 제624호선구간 |
| 동산사거리    |                           | 아산시        | 탕정면        | 지방도 제624호선구간 |
| 산동사거리    | 지방도 제628호선 (음봉로) | 아산시        | 음봉면        | 지방도 제624호선구간 |
| 산동로와 직결 |                           |               |               |                      |

## 주요건물및 시설
- 충남삼성고등학교 (삼성로 77/명암리 599-2)
- 아산탕정 삼성디스플레이 1일반산업단지 (삼성로 181/명암리 1324)
- 우리은행 삼성디스플레이 LCD출장소 (삼성로 181/명암리 1324)
- 삼성전자 탕정사업소 (삼성로 181/명암리 1324)
- 이마트24 삼성아름타운점 (삼성로 261/명암리 1313)
- 세븐일레븐 아산에스어반점 (삼성로 295/동산리 568-2)
- 이마트24 아산탕정타운점 (삼성로 301/동산리 515-2)
- HD현대오일뱅크 삼성테크노주유소 (삼성로 350/동산리 367-10)
- 기아자동차 오토큐 천안아산서비스 (삼성로 457/동산리 128)
- 이마트24 아산탕정센트럴점 (삼성로 523/동산리 179-2)
- 농협 음봉하나로마트 산동점 (삼성로 561/덕지리 173-2)
- 농협 음봉농협 산동지점 (삼성로 561/덕지리 173-2)
- 농협 음봉농협주유소 (삼성로 561/덕지리 173-2)